# 신관철(수건춤)
신관철(수건춤)은 경기 굿거리 음악과 자진모리 음악을 사용하는 것이 특징이다. 2017년 1월 6일 전북특별자치도의 무형문화재 제59호로 지정되었다.

## 개요
한국 전통춤을 논할 때 대표적으로 거론되는 것은 살풀이춤, 승무, 한량무, 태평무 등이다. 이러한 춤들은 흔히 민속춤 혹은 민속무용으로 구분되며, 궁중무용이나 의식무용과 구분되는 특징을 지니고 있다. 수건춤은 일찍이 '수건춤'이라는 명칭이 정리되어 있음에도 현장에서는 살풀이춤이나 입춤과 같은 명칭으로 불린다. 수건춤은 이를 뚜렷하게 구별되는 전통춤으로서 이에 대한 분류 및 연구, 보존은 미흡한 실정이라고 할 수 있다. 따라서 신관철의 수건춤은 춤 연구사에 있어서 매우 중요한 역할을 할 것이다.
수건춤은 당시 ‘기녀들의 미’라고 할 정도로 다양한 손사위와 몸짓, 발짓의 모든 사위들은 우리 한국 전통무에 내재되어 있는 모든 춤사위를 볼 수 있다. 또 이 춤에서 주목해야 할 부분은 기녀들의 자태에서 흘러나오는 미에 미소와 실눈짓으로 애교를 부리는 기녀의 모습에 뭇 남성이 그에 빠져 버리지 않는 이가 없었다고 한다. 수건춤은 이렇듯 구애 없이 본인의 재주를 다양하게 표출하여 애교를 떠는 기녀의 자태미를 볼 수 있는 춤이다.
수건춤은 경기 굿거리 음악과 자진모리 음악을 사용하는 것이 특징이다. 음악 반주의 특징은 한성준의 주요 활동 무대가 주로 경성이었기 때문인 듯 하다. 그러나 요즘은 남도 시나위에 구음을 붙여 사용하기도 한다. 이는 한성준의 춤이 남도의 춤이기 때문이다. 발동작, 발목동작, 무릎동작, 엉덩이동작, 허리가슴목동작, 머리의 동작, 손동작, 팔동작, 걸어가는 동작, 도는 동작, 앉고 서는 동작으로 구분하여 이를 다시 세분한 동작이 나타나는 표현미의 수준은 다른 춤에서 볼 수 없는 감성적 표현력이 담겨져 있다.

## 갤러리

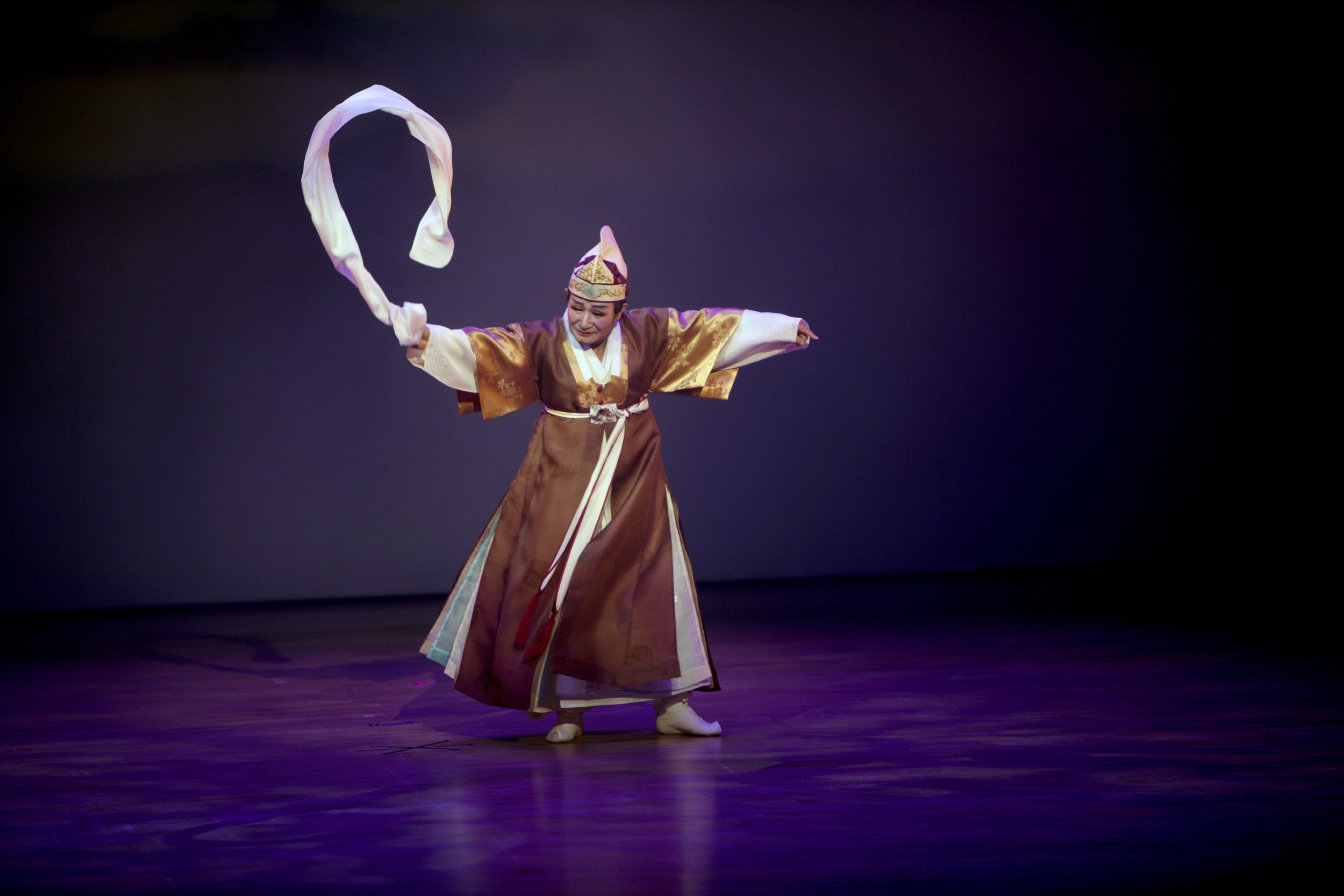

## 참고 문헌
- 신관철(수건춤) - 국가유산청 국가유산포털
- 신관철(수건춤) - 정읍시 문화관광